# CMC (トイガンメーカー)
東京CMC（とうきょうシーエムシー）は、東京都の企業。モデルガンの製造販売を行っていたが既に解散している。

## 解説
実銃を忠実に再現した外観、メカニズムを備え持つモデルガンの製品化を得意とした日本の代表的モデルガンメーカーである。モデルガンデザイナー六人部登が設計した製品も多数あり、作動性能を得意とするMGC製モデルガンの対極の存在として支持されていた。
多くのモデルガンメーカーがエアソフトガン製造にシフトしていく中、東京CMCだけはモデルガンのみの製造販売にこだわり続けていたが、全てのモデルガンの製造販売を中止し解散した。
一部の製品の金型はタナカワークス、ハートフォード、クラフトアップル等に引き継がれ、別メーカーの製品として販売されたモデルガンも存在する。

## 沿革
- 1960年 上野アメ横にて外国製モデルガン輸入販売店の江原商店として開業。
- 1962年 輸入モデルガンをカスタマイズして販売。
- 1965年 CMC(Colt Model Collection)に改称。第一号モデルガンとしてcmc ガバメントを開発。
- 1985年 解散。アメ横で店舗営業のみ継続。
- 1995年 店舗閉店。

## 主な製品
モデルガン(ABS樹脂)
- CMC デリンジャー
- CMC SAA
- CMC SAAオールドモデル
- CMC M36
- CMC M19
- CMC スマイソン

モデルガン(亜鉛合金)
- CMC ガバメント
- CMC P38
- CMC PPK
- CMC ダイアモンドバック
- CMC SAA
- CMC ラーマ
- CMC M1910
- CMC M27/M29
- CMC M36
- CMC レミントン NEW ARMY/NEW NAVY
- CMC エルマルガー
- CMC スタームルガーMk-I
- CMC GSP
- CMC M92
- CMC M1/M2カービン
- CMC M1カービン(ロータリーボルト)
- CMC M1カービン パラトルーパー
- CMC kar98K
- CMC kar98K マウンテントルーパー
- CMC MINI14

## 主な技術開発
- 擬似ロータリーボルト